# Cristià vell
El cristià vell era aquell habitant d'Espanya i Portugal que podia adduir avantpassats cristians pels quatre costats, en contraposició als cristians nous, que tenien un origen convers. El terme, fruit del racisme de l'Antic Règim, era força subjectiu, ja que imaginava una ascendència sense barreja de sang o mestissatge, sovint basant-se en els cognoms o en impressions i no en proves. Els cristians vells tenien prestigi social i podien accedir a qualsevol professió, perquè algunes estaven prohibides als sospitosos de practicar una altra religió segons les lleis locals. El terme de cristià nou s'usava com a insult freqüent, fins i tot dirigit a la noblesa.